# Комсомольское муниципальное образование (Краснокутский район)
Комсомольское муниципальное образование — сельское поселение в Краснокутском районе Саратовской области Российской Федерации.
Административный центр — село Комсомольское.

## История
Статус и границы сельского поселения установлены Законом Саратовской области от 27 декабря 2004 года № 104-ЗСО «О муниципальных образованиях, входящих в состав Краснокутского муниципального района».

## Население
| 2010 | 2011  | 2012  | 2013  | 2014  | 2015  | 2016  |
| ---- | ----- | ----- | ----- | ----- | ----- | ----- |
| 1112 | →1112 | ↘1092 | ↘1065 | ↘1050 | ↘1046 | ↘1018 |
| 2017 | 2018  | 2019  | 2020  | 2021  |       |       |
| ↘987 | ↘958  | ↘937  | ↘921  | ↘887  |       |       |

## Состав сельского поселения
| № | Населённый пункт | Тип населённого пункта       | Население |
| - | ---------------- | ---------------------------- | --------- |
| 1 | Комсомольское    | село, административный центр | ↗1056     |
| 2 | Солянка          | село                         | 0         |
| 3 | Тимофеево        | железнодорожная станция      | 56        |